# Raimo Tuomela
Raimo Heikki Tuomela, född 9 oktober 1940 i Helsingfors, död 22 november 2020 i Helsingfors, var en finländsk filosof.
Tuomela blev filosofie doktor vid Helsingfors universitet 1968 och avlade Ph.D.-examen vid Stanford university 1969. År 1971–2008 var han professor i praktisk filosofi (särskilt samhällsvetenskapernas metodologi och filosofi) vid Helsingfors universitet; han innehade en akademiprofessur vid Finlands Akademi 1995–2000. Han har gästföreläst vid flera utländska universitet och har en omfattande vetenskaplig produktion, främst i handlingsfilosofi och samhällsvetenskapernas filosofi. Hans arbete kring kollektiva avsikter och handlingar har blivit särskilt uppmärksammat.
Bland hans verk kan nämnas Human action and its explanation (1977), A theory of social action (1984), The importance of us: A philosophical study of basic social notions (1995) samt The philosophy of social practices (2002).
År 1983 utnämndes han till ledamot av Finska Vetenskapsakademien och han fick akademiens hederspris år 2019.

### Uppslagsverk
- Tuomela, Raimo i Uppslagsverket Finland (webbupplaga, 2012). CC-BY-SA 4.0